# Champagnac (Cantal)
Champagnac è un comune francese di 1 138 abitanti situato nel dipartimento del Cantal nella regione dell'Alvernia-Rodano-Alpi.

## Società

### Evoluzione demografica
Abitanti censiti